# Huso acromático

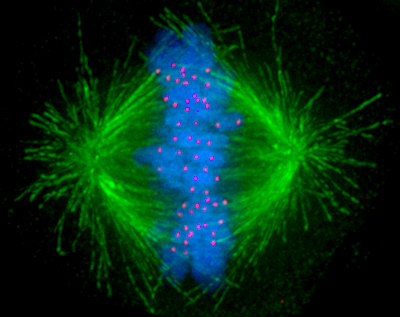
Microfotografía que muestra cromosomas condensados en azul, cinetocoros en rosa y microtúbulos en verde, durante la metafase de la mitosis.

El huso acromático, huso meiótico o huso mitótico es el conjunto de microtúbulos que brotan de los centrosomas durante los procesos de división celular, sea mitosis (huso mitótico) o meiosis (huso acromático o meiótico), y que van desde los cinetocoros de los cromosomas hacia los centriolos en los polos. Se originan en el centrosoma (en la célula animal) o en el centro organizador de microtúbulos (en la célula vegetal). En la metafase, todos los cromosomas quedan dispuestos en el plano ecuatorial de la célula en división, y durante la anafase, cada una de las dos cromátidas en que se divide un cromosoma es arrastrada hacia uno de los dos polos de la célula por dichos microtúbulos. Los cinetocoros son láminas proteicas ubicadas en los centrómeros de los cromosomas en las que se anclan los microtúbulos del huso mitótico o acromático.

## Descripción
La estructura del huso mitótico se organiza cuando la célula eucariota va a experimentar la mitosis o la meiosis, concretamente durante la etapa cuyo nombre es profase. En la interfase, por tanto, no está presente. La función del huso mitótico es enlazar los cromosomas por sus cinetocoros (profase), para ubicarlos en el ecuador (metafase) y desplazarlos hacia los polos de la célula (anafase). De esta manera se produce el reparto equitativo de cromosomas durante la división celular. Cuando la célula se encuentra en la telofase, el huso mitótico y los ásteres, (pequeñas fibras de microtúbulos alrededor de los centriolos, o del centro organizador de microtúbulos) se desorganizan.
El prefijo de la palabra a-cromático “a-” significa sin, y “cromático” significa «color». Esto nos indica que el Huso acromático no tiñe con los métodos de tinción comúnmente utilizados. Un ejemplo de esto lo sería la orceína A o la orceína B, los cuales son tintes utilizados en algunas tinciones celulares. Por lo que no es posible observar en el microscopio óptico el Huso acromático.